# De Eenhoorn (Middenbeemster)
De Eenhoorn is een rijksmonumentale boerderij in het Noord-Hollandse dorp Middenbeemster.

## Beschrijving
De stolpboerderij heeft aan de voorzijde een bakstenen woongedeelte. Aan de achterzijde is deze uitgebouwd met een houten bedrijfsgedeelte. Het bouwwerk is een combinatie van een agrarische functie met Amsterdamse deftigheid. De middenpartij van de voorgevel is een variant van de Amsterdamse Vingboonsstijl. Deze is bekroond met het beeld van een eenhoorn en versierd met gebeeldhouwde gevelornamenten en een cartouche met het jaartal 1682. In de melkkelder bevindt zich een tegelschouw.

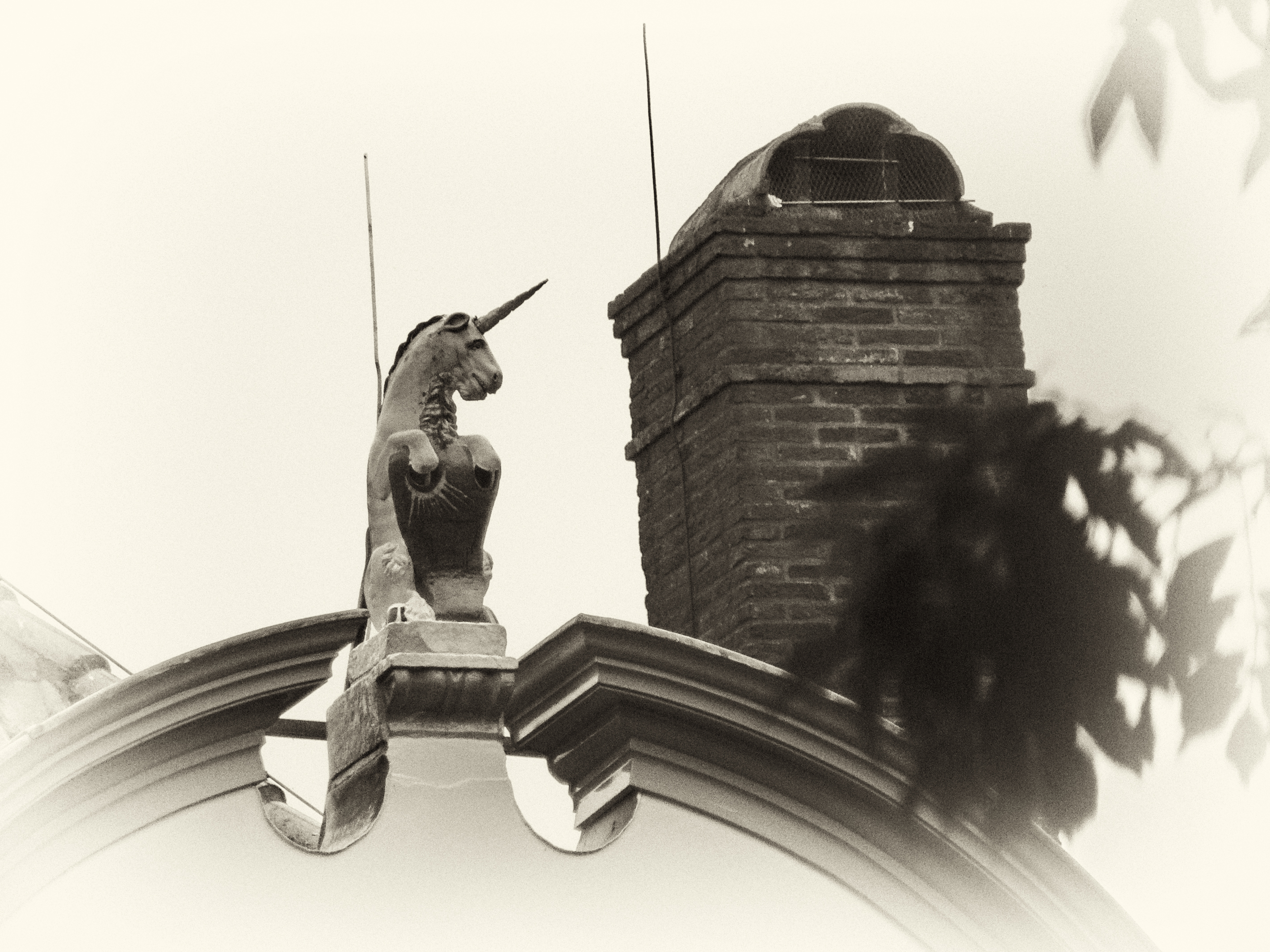
Detail voorgevel

De boerderij staat opgenomen in de top 100 van de Rijksdienst voor de Monumentenzorg.

## Bron
- Rijksdienst voor het Cultureel Erfgoed, Rijksmonumentnr: 8826. De Eenhoorn, Middenbeemster.
- RUG, Boerderij De Eenhoorn